# 김동률
김동률(金東律, 1974년 3월 15일~)은 대한민국의 가수 겸 작곡가이자 음악가이자 싱어송라이터이다.

## 생애 및 경력

### 초기
김동률은 1974년 3월 15일, 서울특별시 성동구 역삼동(현 강남구 역삼동)에서 치과 의사 부부의 1남 2녀 중 장남으로 태어났다. 초등학교 시절에 전교 학생회장을 역임하며 보냈고, 1987년 역삼초등학교를, 1990년 단국대학교 부속중학교를, 1993년 휘문고등학교를 차례로 졸업하였다. 1993년 연세대학교 건축공학과에 입학하였으나 중퇴하고 1999년 미국 보스턴의 명문 버클리 음악 대학 작곡과, 영화음악과에 입학하여 2003년에 졸업하였다.

### 전람회 1~3집 활동
연세대학교 재학 중 김동률은 휘문고등학교 친구인 서동욱과 함께 만든 2인조 듀엣 그룹 전람회로 1993년 12월 11일 MBC 대학가요제에 참가해 대상과 특별상을 수상하면서 본격적인 활동을 시작했다. 이듬해 유재학과 신해철, 김형석이 공동으로 제작을 맡고 전람회가 작사와 작곡에 참여한 1집 앨범 《Exhibition》을 발표했으며, 앨범의 첫 번째 수록곡인 "기억의 습작"은 이들의 첫 인기곡이 되었다.
군 복무를 마친 후인 1996년에는 후속 앨범인 2집 《Exhibition 2》를 발표했고, 이 앨범에서는 "취중진담"이 큰 인기를 끌었다. 그러나 앨범 수록곡 중 "유서"가 히사이시 조의 《천공의 성 라퓨타》사운드트랙 앨범 1번 곡 "The Girl Who Fell from the Sky"의 일부분과 비슷하다는 지적이 나왔고, 이를 두고 표절 논란이 일어나기도 했었다. 1996년 11월에는 첫 전람회 콘서트를 열었다.
각자의 진로 문제로 인해 1997년 해체를 선언했고, 2월에 나온 3집 앨범 《졸업》과 3월 1-2일에 열린 전람회 《졸업》콘서트를 마지막으로 해체했다.

### 카니발
1997년 전람회 해체 후 6개월 동안 KBS 2FM 프로그램《김동률의 FM 인기 가요》의 DJ 활동을 했으며, 이적과 카니발이라는 프로젝트 그룹을 만들어 활동했다. 카니발 앨범의 대표곡으로는 '그땐 그랬지'와 후에 인순이의 리메이크로 더 유명해진 '거위의 꿈'이 있으며, 앨범 수록곡 '비누인형'은 중학교 교과서에 실리기도 했다. 같은 해에는 골든 디스크 본상을 수상했다.

### 정규 1집~4집 발매, 공연 및 방송 활동
1998년 《망각의 그림자》(The Shadow of Forgetfulness)라는 타이틀로 첫 솔로 앨범을 만들었고, 12월 24~26일 3일간 서울 교육문화회관 대극장에서 첫 단독 콘서트를 개최했다. 이듬해에는 미국 보스턴에 있는 버클리 음악 대학에 영화 음악 전공으로 입학하였다. 재학 중인 2000년 2집 《희망》을 발표했고,  2001년 3집 《귀향》을 발표했다. 이 두 앨범에서는 런던 교향악단을 동원하는 등 더욱 스케일이 큰 음악으로 변화를 시도했다. 3집 《귀향》의 타이틀곡 '다시 사랑한다 말할까'는 크게 인기를 끌었으며, 이 노래로 MBC 생방송 음악캠프에서 역사상 처음으로 공중파 순위 프로그램 1위를 차지했다.
2003년에 버클리 음악 대학을 우수한 성적으로 졸업한 뒤 귀국해 이듬해 4집 《토로》를 발표했다. 같은 해 8월에 두 번째 단독 콘서트를 2004년 8월 서울 경희대학교 평화의 전당과 부산 KBS 홀에서 각각 개최했으며, 이 중 서울 공연의 실황을 편집한 첫 라이브 앨범 《招待(초대)》가 2005년 발매되었다.  이 앨범은 CD만 들어있는 통상판과 DVD 포함 하드커버 장정 형태인 한정판 두 가지 형태 2005~07년에는 방송 활동에 주력해 MBC 음악 프로그램 《김동률의 For You》사회자로도 활동했으며, KBS 2FM 음악 프로그램 《김동률의 뮤직 아일랜드》도 진행하였다. 2007년에는 방송 활동을 정리하며, 베스트 앨범 《Thanks》가 발매되었다. 이 앨범은 전람회 1집부터 솔로 4집까지의 곡들을 정리한 더블 앨범이며 1번 CD에는 전람회 시절의 음악이, 2번 CD에는 솔로 시절의 음악이 수록되어 있다. 1번 CD 1번 트랙에는 특별히 새로 작곡해 녹음한 '감사'가 수록되었는데, 이 곡으로 제9회 KBS 바른언어상을 수상했다.
현재는 방송 출연을 하지 않고 있다.

### 5집Monologue앨범, 공연 및 라이브앨범
김동률은 소속사를 뮤직팜으로 이적하였으며, 2008년 1월에 5집 앨범 《Monologue》를 발표하며 음악 활동을 본격적으로 재개하였다. 이 앨범은 13만장이 판매되어, 2008년 상반기에 출시된 가요 음반 중 최대 판매량을 기록하였다. 이어 《KIMDONGRYUL 2008 CONCERT, Monologue》라는 제목으로 고양 아람누리 아람극장(PROLOGUE Part I. 4월 30일)과 성남아트센터 오페라 하우스(PROLOGUE Part II. 5월 25일), 서울 올림픽공원 체조경기장(EPILOGUE. 6월 13-14일)에서 총 네 번의 공연을 개최했다. MKMF에서 수여하는 작사상을 받기도 했고, 2008년 골든 디스크에서는 본상을 수상하였다. 이적과의 프로젝트 그룹 카니발 10주년 기념으로 12월 13-14일 이틀 동안 올림픽공원 체조경기장에서 이적과 함께 콘서트를 개최하였다.
2009년에는 정규 5집 앨범이 제6회 한국대중음악상 최우수 팝 음반에 선정되기도 했으며, 5월 중순에는 2008년 단독 공연 시리즈의 실황을 정리한 두 번째 라이브 앨범 《2008 Concert, Monologue》이 발매되었다. 또 10월 8일부터 10월 11일까지에는 2008년 《KIMDONGRYUL 2008 CONCERT, Monologue》공연의 앵콜 공연인 《김동률 2009 CONCERT, PrologueⅢ》를 LG 아트 센터에서 열었다. 8월 25일에 시작된 공연티켓 예매는 시작과 동시에 약 10분만에 4회 공연 모든 좌석 4,200여 석이 매진되었다. 나흘 동안의 공연에는 약 4,200여명의 관객이 공연에 찾아왔으며, 김동률은 관객들의 기립 박수를 받았다.

### 베란다 프로젝트Day Off앨범 및 공연
김동률은 애시드 재즈 밴드 롤러 코스터의 멤버 이상순과 베란다 프로젝트 그룹을 결성하여 2010년 5월 18일, 첫 앨범 《Day Off》를 발표하고 활동을 시작했다. 앨범은 발표와 동시에 음반 집계 사이트 한터 실시간 차트 2위에 올랐다. 같은 해 8월 21, 22일에는 '김동률 이상순 2010 verandah PROJECT CONCERT `Day off`' 란 제목으로 서울 연세대학교 노천극장에서 1만 2천여 관객이 참여한 가운데 콘서트를 진행했다. 게스트로 조원선과 하림이 참여했다.

### 미니앨범KimdongrYULE활동 및 크리스마스 공연
2011년 가을에는 3년 9개월여만에 크리스마스 앨범인 《KimdongrYULE》를 발표하였다. 음원은 11월 15일 CD는 11월 17일에 공개되었으며, 타이틀곡 〈Replay〉는 공개되자마자 모든 사이트 차트에서 1위를 기록했다. 또한 12월 24일부터 12월 26일까지 경희대학교 평화의 전당에서 크리스마스 공연인 《KimdongrYULE》공연을 하였다. 3일간 약 1만여명의 관객이 관람하였다.

### 2012 《감사》 전국투어 공연
2012년 9월 21일부터 부산 KBS에서 시작해서 대전 충남대학교 국제문화회관 정심화홀, 서울 충무아트홀 대극장, 성남아트센터 오페라하우스, 전주 한국소리문화의전당 모악당, 고양 아람누리 아람극장, 대구 천마아트센터에서 전국투어를 끝낸 다음에 2013년 1월 서울 세종문화회관 대극장에서 앵콜공연을 끝으로 총 전국 7개 도시에서 3만 5천명의 관객을 동원한 2012 KIMDONGRYUL CONCERT 감사 전국투어 공연을 마무리 하였다.

### 6집동행
《동행》은 김동률이 2014년 발매한 6번째 정규앨범이다. 김동률의 이번 앨범에는 이효리의 배우자인 기타리스트 이상순, 가수 존 박 등이 참여해 발매 전부터 기대를 모았다. 김동률 6집 《동행》 타이틀곡 `그게나야`는 한 남자가 옛 연인을 그리워하는 시와 같은 노랫말이 특징이며 잔잔한 피아노와 현악기 등으로 표현해 듣기 편안한 곡이다. `그게나야` 뮤직비디오에는 배우 공유가 출연해 화제를 모았다. 한편 타이틀곡 '그게 나야'는 10월 12일 방송된 SBS 인기가요와 10월 17일 방송된 뮤직뱅크에서 1위를 차지하였다. 방송 활동은 전무 했다.
특별히 이번 앨범에서 김동률은 수록된 각 곡에 해당하는 동명 제목의 음악 에세이 10개를 《김동률의 동행, 음악을 읽다》이란 제목으로 유튜브를 통해 연재했다. 김동률이 진행했던 라디오 프로그램 '뮤직 아일랜드'의 라디오 작가였던 강세형 작가가 각 곡에 글을 쓰고, 김동률의 음악과 함께 나레이터가 에세이를 읽어주는 방식의 음악 에세이였다. 나레이터로는 김동률 본인을 비롯해, 윤여정, 존박, 오상진, 조원선, 이효리 유희열이 참여했다.
2014년 11월 18일 발매된 토이(유희열) 7집 <Da Capo> 앨범의 "너의 바다에 머무네" 곡에 객원보컬로도 참여했다.

### 2014 《동행》 전국투어 공연 및 라이브 앨범
2014년 11월부터 2015년 1월까지 전국 8개 도시에서 총 4만명의 관객과 함께했다. 총 35회차 공연을 전석 매진시키며 티켓 파워를 과시했으며, '빛과 소리의 향연'이라는 찬사를 받았다.
2015년 8월에는 2012년과 2014년에 있었던 전국투어 공연 실황을 담은 세번째 라이브 앨범 《KIMDONGRYUL LIVE 2012 감사 / 2014 동행》을 발표했다. 2CD로 제작된 이 앨범에는 각 투어에서 선별된 25곡이 담겨있다.

### 2015 《THE CONCERT》 공연
2015년 10월 9~11일 3일간 서울 송파구 올림픽 공원 체조경기장에서 '2015 KIMDONGRYUL THE CONCERT'를 개최하여 총 30,000여 관객과 함께했다.70인조 세션을 동원했으며, 게스트로는 이적과 곽진언이 함께했다.

### 미니앨범답장
2018년 1월 11일 미니앨범 《답장》을 발표하였다. 6집 《동행》이후 3년 3개월여 만의 새 앨범으로 5곡이 수록됐다. 앨범 타이틀과 동명의 타이틀곡 '답장'을 비롯해 'Moonlight', '사랑한다 말해도(Feat.이소라)', '연극', 'Contact'가 담겼다.
 11일 오후 6시에 공개된 이 앨범은, 12일 오전 9시 기준 멜론, 엠넷, 벅스, 네이버뮤직, 올레뮤직, 지니뮤직, 소리바다 등 7개의 음악사이트에서 실시간 차트 1위에 올랐다. 특히 앨범 수록곡 모두가 차트 줄 세우기를 기록해 이목을 집중시켰다.

### 2018 《답장》 공연
2018년 12월 7일 ~ 12월 9일까지 서울 송파구 올림픽공원 체조경기장에서 3회에 걸쳐 총 30,000여명 규모의 콘서트를 성공적으로 마무리 했다. 올림픽 체조 경기장에서 3년여 만에 선보이는 이 공연은 예매 시작 3분 만에 전 좌석이 매진되는 기염을 토했다. 특별게스트로는 JTBC '팬텀싱어2'의 우승팀 포레스텔라가 나왔다.

### 미니앨범답장+
2019년 9월 5일 미니앨범 《답장》의 리패키지 앨범이 발표됐다. 미니앨범 《답장》에 수록된 곡들과 그 후 싱글로 발표된 '노래', '그럴 수밖에', '동화(Feat. 아이유)', '여름의 끝자락(Feat. 김정원)'이 담겼다. 이 리패키지 앨범은 소량의 LP도 함께 발매되었으나, 1~2분 만에 매진되었다.

### 2019 《오래된 노래》공연 및 라이브 앨범
2018년 공연 후 1년만에 세종문화회관 대극장에서 2019년 11월 22일 ~ 11월 25일, 2019년 11월 28일 ~ 12월 1일 총 8회에 걸쳐  콘서트를 진행하였다. 예매 시작 2분 만에 8일 공연 2만4천여 전석이 매진되는 기염을 토했다. 2012년 개최된 ‘앵콜 2012 김동률 콘서트 《감사》' 이후 6년여만의 세종문화회관 대극장 공연이였으며, 김동률의 첫 중기 공연이였다. 그간 공연들과는 다르게, 히트곡 위주보다는 잘 알려지지 않은 20여곡의 노래들로 이루어진 셋리스트로 약 150분간 '레어'한 공연을 펼쳤다. 인터미션에는 피아니스트 김정원이 멘델스존과 쇼팽, 슈만 등의 곡들을 연주하였다. 2020년 9월 30일 [KIMDONGRYUL LIVE 2019 오래된 노래] 라이브앨범이 발매됐다. 2019년 겨울, 세종문화회관 대극장에서 총 8회에 걸쳐 2만 4천여 관객과 함께했던 [KIMDONGRYUL LIVE 2019 오래된 노래] 그 공연의 실황을 담은 라이브 앨범이다. 이번 앨범은 김동률의 네 번째 라이브 앨범으로, 2CD로 제작되어, 공연 전체 셋리스트 중 선별된 16곡을 담고 있다. 일체의 재녹음 없이, 총 8개월간의 후반 작업을 통해 완성된 이번 앨범은, 이전 라이브 앨범들에 비해서도 훨씬 안정되고 완성된 사운드를 들려준다. 이번 앨범엔 특히, 원곡과는 다른, 공연장에서만 들어 볼 수 있는 편곡의 노래들이 다수 수록돼 있다.

### 참여 활동
그는 솔로 활동이나 전람회, 이적과 함께한 카니발 등의 그룹 활동 외에 다른 가수들의 앨범 작업에도 직접 참여했다. 김원준의 "Show"와 장혜진의 "1994년 어느 늦은 밤", 이승환의 "다만", "천 일 동안", 박효신의 "동경" 등을 작사 · 작곡했으며, 신해철이 맡은 영화 《정글 스토리》의 OST에서는 현악 편곡을, 故 유재하 추모 앨범에서는 특별히 작곡된 추모곡의 객원 보컬을 맡기도 했다. 클래식 연주자들과의 교류도 활발하며, 피아니스트 김정원이나 첼리스트 송영훈을 앨범 작업과 라이브 콘서트에 특별 게스트로 초대해 협연하기도 했다.

## 학력
- 서울역삼초등학교 졸업
- 단국대학교 사범대학 부속중학교 졸업
- 휘문고등학교 졸업
- 연세대학교 건축공학과 중퇴 (93학번)
- 버클리 음악 대학 작곡과, 영화음악과 학사

## 음반

### 전람회
- 1994년 전람회 1집 《Exhibition》
- 1996년 전람회 2집 《Exhibition 2》
- 1997년 전람회 3집 《졸업》

### 카니발
- 1997년 이적 & 김동률 프로젝트 앨범 《Carnival》

### 김동률
- 1998년 1집 《망각의 그림자(The Shadow of Forgetfulness)》
- 2000년 2집 《희망》
- 2001년 3집 《귀향》
- 2004년 4집 《토로》
- 2005년 라이브 앨범 《초대》
- 2007년 베스트 앨범 《Thanks》
- 2008년 5집 《Monologue》
- 2009년 라이브 앨범 《KIMDONGRYUL 2008 CONCERT, 'Monologue'》
- 2011년 크리스마스 겨울 앨범 《KimdongrYULE》
- 2014년 6집 《동행》
- 2015년 라이브 앨범 《KIMDONGRYUL LIVE 2012 감사 / 2014 동행》
- 2018년 미니 앨범 《답장》
- 2018년 싱글 〈그럴 수밖에〉
- 2018년 싱글 〈노래〉
- 2018년 싱글 〈동화 (with 아이유)〉
- 2019년 싱글 〈여름의 끝자락〉
- 2019년 리패키지 앨범 《답장+》
- 2020년 라이브 앨범 《KIMDONGRYUL LIVE 2019 오래된 노래》
- 2023년 싱글 《황금가면》
- 2023년 싱글〈옛 얘기지만〉
- 2024년 라이브 앨범 〈망각〉
- 2024년 싱글〈산책〉

### 베란다 프로젝트
- 2010년 앨범 《Day Off》

### 참여 앨범

#### 참여 앨범 수록곡
- 1994년 장혜진《Before The Party》 - 《1994년 어느 늦은 밤》 (작곡)
- 1995년 이승환《Human》 - 《다만》 (작곡)
- 1995년 이승환《Human》 - 《천일동안》 (작곡)
- 1995년 류시원《Change》 - 《젊은 날의 단편》 (작곡 / 편곡)
- 1995년 원미연《원미연 1995》 - 《다시는 내게》 (작곡-)
- 1995년 원미연《원미연 1995》 - 《모든 세상은 내안에 있네》 (작사 / 작곡)
- 1995년 원미연《원미연 1995》 - 《잊혀지는 것과 잊는 것》 (작사 / 작곡)
- 1995년 황호욱《황호욱 1집》 - 《너무 다른 널 보면서》 (작사 / 작곡 / 편곡, 후에 이소라가 커버함)
- 1996년 김원준《Show》 - 《Show》 (작사 / 작곡)
- 1996년 강수지《One & Only》 - 《늘 함께였으면 (Anniversary)》 (작사 / 작곡 / 편곡)
- 1996년 신해철《정글스토리》 OST - 《Main Theme From Jungle Story - Part 1》 (편곡-신해철, 김동률)
- 1996년 신해철《정글스토리》 OST - 《그저 걷고 있는거지 (Main Theme From Jungle Story - Part 3)》 (편곡-신해철, 김동률)
- 1996년 Heavy`s《Heavy`s Vol.2》 - 《보름동안》 (원곡)
- 1998년 김혜림《이제는 돌아와 거울앞에 선》 - 《잊은 그 후에》 (작곡 / 편곡)
- 1999년 Story《미망(未忘)》 - 《미망》 (작사)
- 1999년 정재형《기대(期待)》 - 《체념》 (작사)
- 2001년 박효신《Second Story》 - 《동경》 (작사 / 작곡)
- 2002년 이소은《Senorita》 - 《그대이길 바래요》 (작곡)
- 2004년 원티드《Second Story》 - 《To My Friend (Feat. 거미)》 (작사-김동률, 최갑원)
- 2005년 나원주《나원주 2집 - Movie Works 야수와 미녀 OST》 - 《시간에 거는 기대》 (작사)
- 2009년 조원선《Swallow》 - 〈도레미파솔라시도〉(코러스 : 유희열, 김동률, 토마스 쿡)
- 2010년 보아《Hurricane Venus 》 - 《옆 사람 (Stand By)》 (작사 / 작곡)
- 2011년 알렉스《Just Like Me》 - 《같은 꿈》 (작사 / 작곡)
- 2012년 존 박《Knock》 - 《그 노래》 (작사 / 작곡)
- 2012년 존 박《Knock》 - 《왜 그럴까》 (작사 / 작곡 / 편곡-김동률, 박인영, 나원주)
- 2012년 존 박《Knock》 - 《이게 아닌데》 (작사 / 작곡)
- 2016년 이소라《그녀풍의 9집》 - 《사랑이 아니라 말하지 말아요》 (작사 / 작곡 / 편곡 )

#### 보컬 참여
- 2014년 토이 《Da Capo》 - <너의 바다에 머무네 (With 김동률)〉

## 수상 내역
- 1993년 MBC 대학가요제 대상
- 1993년 MBC 대학가요제 특별상
- 1997년 일간스포츠 골든디스크상
- 2007년 KBS 바른 언어상
- 2008년 제23회 골든디스크상 디스크부문 본상
- 2008년 Mnet KM 뮤직페스티벌 작사상
- 2009년 제6회 한국대중음악상 최우수 팝 음반상
- 2015년 제4회 가온차트 K-POP 어워즈 올해의 가수상 음원부문

### 가요 프로그램 1위
| 연도            | 수상 내역 (총 3회)                                                                             |
| --------------- | ---------------------------------------------------------------------------------------------- |
| 2002년 (총 1회) | - 다시 사랑한다 말할까 (총 1회) - 1월 12일 MBC 《음악캠프》 1위                                |
| 2014년 (총 2회) | - 그게 나야 (총 2회) - 10월 12일 SBS 《인기가요》 1위 - 10월 17일 KBS 《뮤직뱅크》 K-Chart 1위 |

## 관련 영상

### 뮤직 비디오 [정규]
- 1997년 카니발 (이적 & 김동률) - 그땐 그랬지
- 1998년 김동률 - 기적 (Duet With 이소은)
- 1998년 김동률 - 고독한 항해
- 2000년 김동률 - 벽 (Duet With 양파)
- 2001년 김동률 - 다시 사랑한다 말할까
- 2004년 김동률 - 욕심쟁이 (Feat. 이소은)
- 2007년 김동률 - 감사
- 2008년 김동률 - 출발
- 2008년 김동률 - 다시 시작해보자
- 2011년 김동률 - Replay
- 2014년 김동률 - 그게 나야
- 2014년 김동률 - (청춘) (feat. 이상순)
- 2018년 김동률 - 답장
- 2018년 김동률 - 동화 (feat. 아이유)
- 2019년 김동률 - 여름의 끝자락 (feat. 김정원)

### 음악 에세이
- 2014년 김동률의 동행, 음악을 읽다 - 그 노래 (글: 강세형, Na: 엄정화) (뮤직팜)
- 2014년 김동률의 동행, 음악을 읽다 - Advice (글: 강세형, Na: 존박) (뮤직팜)
- 2014년 김동률의 동행, 음악을 읽다 - 그게 나야 (글: 강세형, Na: 김동률) (뮤직팜)
- 2014년 김동률의 동행, 음악을 읽다 - 내사람 (글: 강세형, Na: 윤여정) (뮤직팜)
- 2014년 김동률의 동행, 음악을 읽다 - 고백 (글: 강세형, Na: 오상진) (뮤직팜)
- 2014년 김동률의 동행, 음악을 읽다 - 내 마음은 (글: 강세형, Na: 조원선) (뮤직팜)
- 2014년 김동률의 동행, 음악을 읽다 - 오늘 (글: 강세형, Na: 김동률) (뮤직팜)
- 2014년 김동률의 동행, 음악을 읽다 - 퍼즐 (글: 강세형, Na: 이효리) (뮤직팜)
- 2014년 김동률의 동행, 음악을 읽다 - 청춘 (글: 강세형, Na: 유희열) (뮤직팜)
- 2014년 김동률의 동행, 음악을 읽다 - 동행 (글: 강세형, Na: 김동률) (뮤직팜)

### 기타
- 2008년 김동률 2008 콘서트 영상 (뮤직팜)
- 2008년 김동률 2008 콘서트 'Melody' 라이브 영상 (뮤직팜)
- 2012년 김동률 2012 콘서트 엔딩 크레딧 영상
- 2014년 김동률 2014 콘서트 영상 (뮤직팜)
- 2018년 김동률 2018 콘서트 엔딩 크레딧 영상
- 2019년 김동률 2019 콘서트 무대 셋업 Time Lapse 영상